# Fertilidade do solo

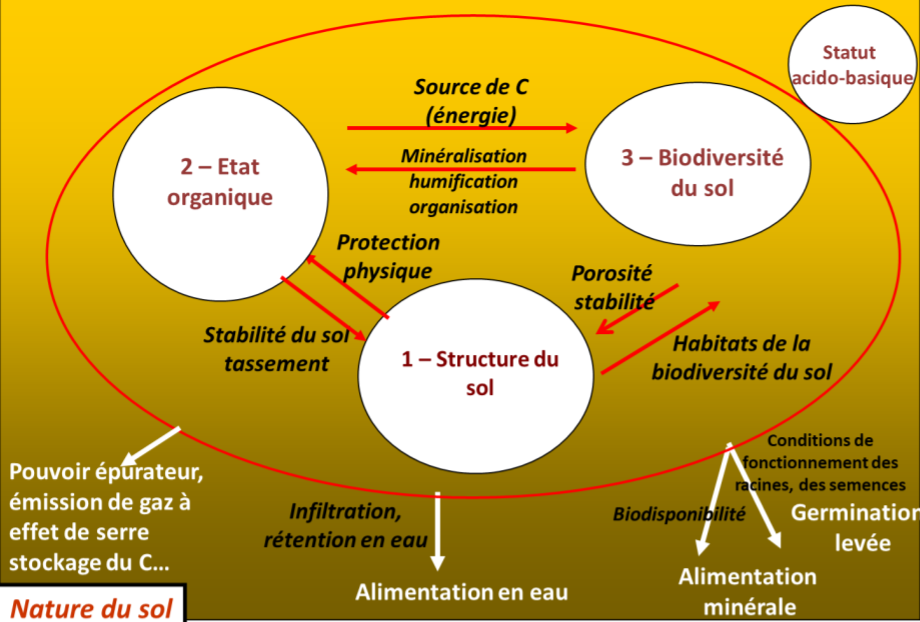
Diagrama geral dos componentes da fertilidade do solo.

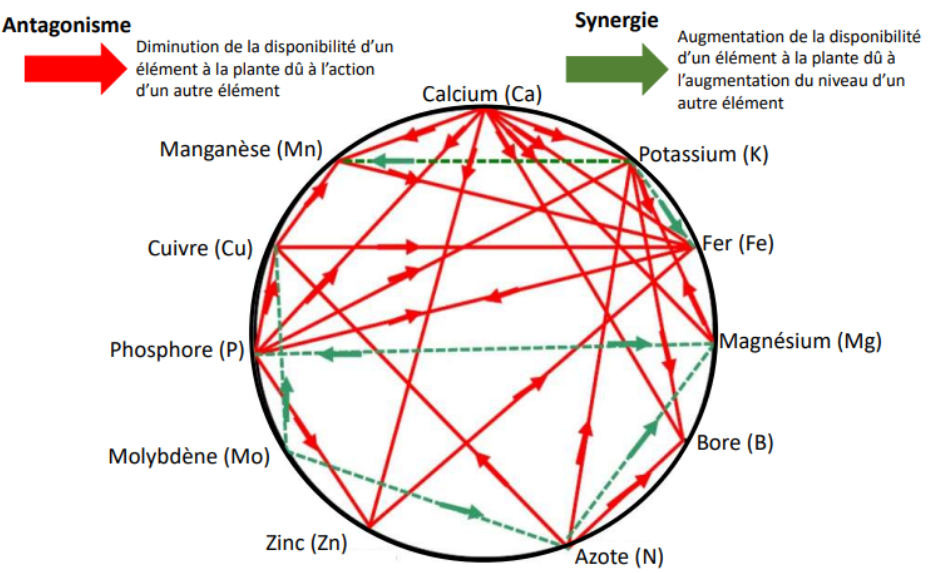
O diagrama de Mulder uma possível ilustração da Lei do ótimo de Liebscher de Georg Liebscher.

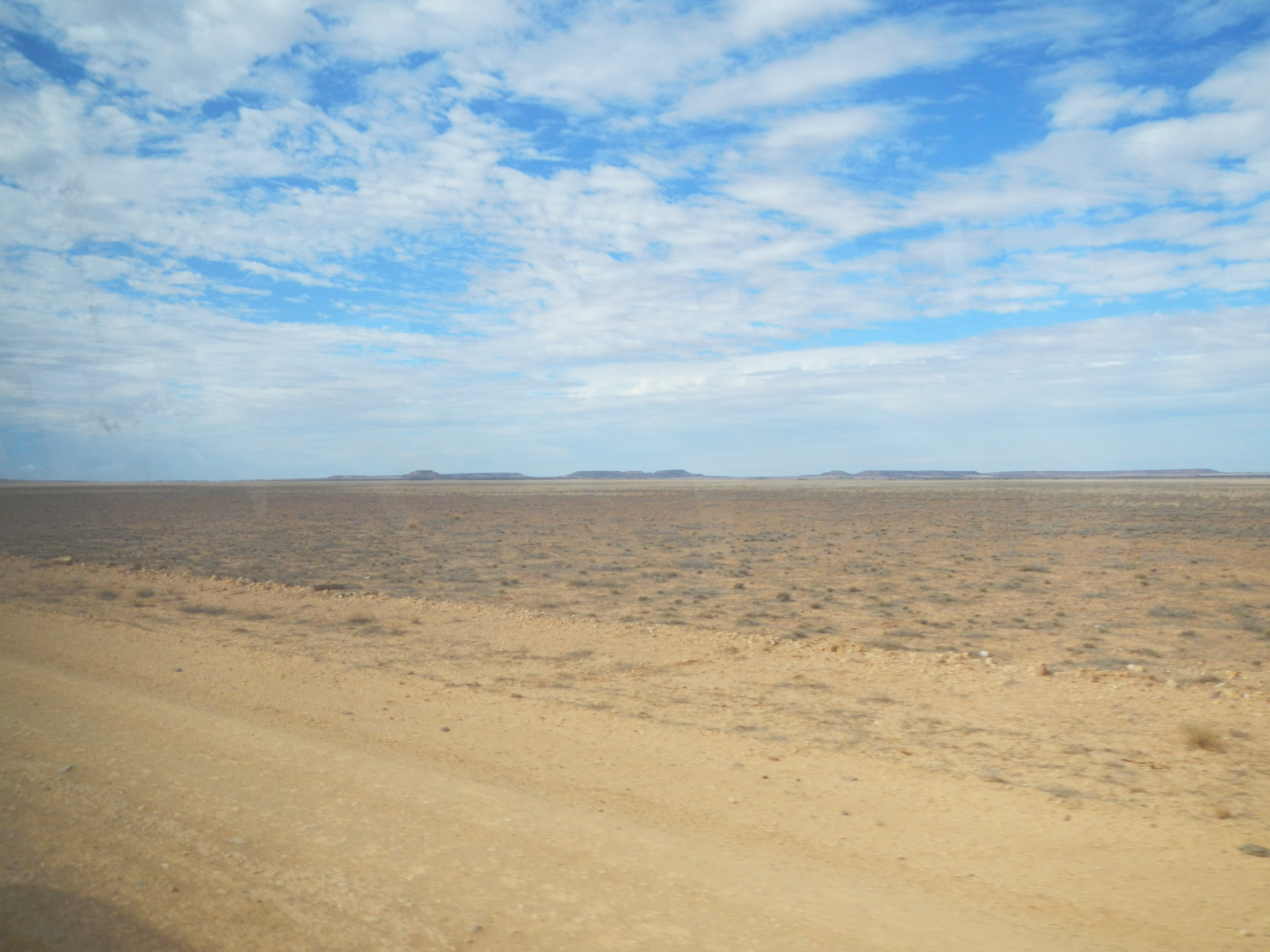
Deserto a leste de Birdsville, Austrália. Grande parte da Austrália é pouco povoada, pois os seus solos desérticos são maioritariamente inférteis, incapazes de suportar habitação humana em grande escala.

Fertilidade do solo é um conceito complexo utilizado em ciência do solo para descrever as propriedades e processos mineralógicos, físicos, químicos e biológicos do solo que influenciam o crescimento das plantas e a produção de biomassa. O conceito inclui também as propriedades do solo que determinam o tipo, a intensidade e o tempo (duração) do transporte de materiais para as camadas do solo abaixo da profundidade efectiva de enraizamento. Do ponto de vista agronómico, a fertilidade é a capacidade do solo fornecer nutrientes às culturas nas quantidades e qualidades adequadas durante um período prolongado, permitindo sustentar o crescimento das plantas agrícolas ao fornecer um habitat às culturas que resulte em rendimentos agrícolas sustentados e consistentes. Do ponto de vista ecológico, a fertilidade é uma medida indireta da eficácia dos outros factores ambientais no local de crescimento de uma planta, tais como o relevo, o clima, a disponibilidade de água e os efeitos das medidas de cultivo.

## Descrição
A «fertilidade do solo» é um conceito determinante nos domínios da agricultura e da agronomia, que pretende avaliar a capacidade de um solo produzir nas actuais condições de crescimento. Neste contexto, é um dos componentes básicos da avaliação da qualidade do solo.
Dada a sua complexidade e dependência de múltiplos factores ambientais, incluindo os antrópicos, não existe uma definição consensual de fertilidade do solo. Mesmo o valor científico do termo e a possibilidade de o definir são objeto de controvérsia.. Alguns autores consideram que qualquer definição de fertilidade do solo é insatisfatória porque será sempre, ou demasiado precisa, para responder a uma pergunta específica, e excluirá componentes da fertilidade consideradas importantes por outros, ou demasiado vaga, e não poderá ser utilizada para definir critérios precisos e reproduzíveis de medição da fertilidade.
Para o pedólogo francês Michel Sebillotte, a dificuldade de definir a fertilidade do solo resulta do facto de a fertilidade ser um potencial que se exprime em certas condições, mas que nunca é verdadeiramente mensurável no caso concreto. Para aquele autor, não existe uma fertilidade propriamente dita, mas sim uma fertilidade, para um determinado ambiente, resultante dos sistemas de cultivo praticados.
Em consequência desta complexidade, na década de 1950, ocorreram debates acesos entre agrónomos, opondo duas visões: (1) a fertilidade como caraterística natural dos solos; e (2) a fertilidade como caraterística construída pelas actividades humanas.. A dificuldade de uma definição está também ligada à diversidade dos aspectos da fertilidade (ecológicos, culturais, económicos, agronómicos, pedológicos, entre outros) estudados em agronomia.
Exemplos de definições incluem: (1) a capacidade do solo para produzir a cultura desejada; ou (2) a capacidade do solo para satisfazer as exigências físicas, químicas e biológicas do crescimento, da produtividade, da reprodução e da qualidade das plantas (considerado em termos de bem-estar humano e animal no caso de plantas utilizadas como alimento ou forragem), de forma adequada ao tipo de planta, ao tipo de solo, à utilização das terras e às condições climáticas..

### Propriedades básicas determinantes da fertilidade
A fertilidade do solo é geralmente descrita em termos das suas três componentes básicas: química, física e biológica e pode ser medida pelo rendimento agrícola obtido. Assim, um solo fértil deve apresentar as seguintes propriedades básicas:
- A capacidade de fornecer nutrientes essenciais para as plantas e água em quantidades e proporções adequadas para o crescimento e reprodução das plantas; e
- A ausência de substâncias tóxicas que possam inibir o crescimento das plantas, como, por exemplo, Fe2+, que conduza à toxicidade dos nutrientes.

As seguintes propriedades contribuem geralmente para a fertilidade do solo:
- Profundidade suficiente do solo para um crescimento adequado do sistema radicular das plantas e uma retenção de água suficiente para fornecer uma adequada reserva útil de água no solo;
- Boa drenagem interna, permitindo um arejamento suficiente do solo para permitir a respiração radicular e um crescimento óptimo das raízes (embora algumas plantas, como o arroz, tolerem o encharcamento por estarem adaptadas a solos hidromórficos);
- A camada superficial do solo, o horizonte O, ter matéria orgânica suficiente para uma boa estruturação do solo e suficiente retenção da humidade;
- pH do solo entre 5,5 e 7,0 (adequado para a maioria das plantas, embora algumas prefiram ou tolerem condições mais ácidas ou alcalinas);
- Concentrações adequadas de nutrientes essenciais para as plantas em formas disponíveis para absorção pelas raízes;
- Presença de uma gama de microrganismos que apoiem o crescimento das plantas, em especial os mutualistas e os formadores de micorrizas.

Nas terras utilizadas para a agricultura e outras actividades humanas, a manutenção da fertilidade do solo exige normalmente a utilização de práticas de conservação do solo. Tal deve-se ao facto de a erosão do solo e outras formas de degradação do solo resultarem geralmente numa diminuição da qualidade no que respeita a um ou mais dos aspectos acima indicados.

### Gestão da fertilidade do solo
O conhecimento das propriedades do solo constantes, instáveis e variáveis que limitam a sua fertilidade permite fazer estimativas sobre a segurança do rendimento agrícola e as flutuações de produtividade relacionadas com as condições climatéricas. Esse conhecimento é um pré-requisito para o desenvolvimento de um sistema de gestão agrícola para manter, aumentar e utilizar racionalmente a fertilidade do solo, bem como para permitir uma utilização do solo adequada ao local e compatível com o ambiente.
Por outro lado, em agricultura, a diversificação dos sistemas de cultivo pode levar a uma promoção da fertilidade do solo.